# 山东石刻艺术博物馆
山东石刻艺术博物馆，又称山东省石刻艺术博物馆，位于中国山东省济南市的一座石刻艺术专业性博物馆，致力于收集、陈列、研究山东地区的古代石刻。该馆正式成立于1981年9月:536，是中国第一座石刻艺术专业性博物馆。该馆是山东省文化和旅游厅所属事业单位，设业务室、办公室，编制12人。

## 馆藏文物
该馆藏品分石刻文物和碑刻拓片两大类。石刻文物包括有朱鲔石室画像石、高贞碑、高庆碑、马鸣寺碑等在内的历代碑志、造像、汉画像石及其它石雕等近百件。碑刻拓片有包括山东地区秦汉至五代全部的碑志、画像石、北朝摩崖刻经等在内的拓片数千件。

## 科研工作
该馆注重对山东全省的石刻资料进行调查、整理与研究。该馆主导与其他单位联合召开了云峰刻石讨论会（1984年）、汉碑讨论会（1988年）、北朝摩崖刻经书学讨论会（1990年）、秦刻石讨论会（1991年）、中国—山东北朝摩崖刻经考察与学术研讨会（2002年）、汉代石椁画像与汉文化研究学术讨论会（2012年）等国际学术会议。
该馆出版有《云峰刻石研究》、《汉代武氏墓群石刻研究》、《书法环境——类型学》、《幽明两界——纪年汉代画像石研究》、《汉碑研究》、《北朝刻经研究》、《山东北朝摩崖刻经全集》、《云峰刻石调查与研究》、《中国汉画像石全集》、《山东石刻分类全集》等著作和大型图录。

## 博物馆交流
该馆曾在山东博物馆、美国大学艺术中心博物馆、美国马克·吐温故居博物馆、山西省艺术博物馆、西安碑林博物馆、临沂市博物馆、聊城运河博物馆等博物馆推出山东石刻艺术相关的专题展览。

## 参观
该馆位于山东省济南市历下区青年东路6号，每周二至周日9:00至16:00向公众开放。